# Židobileum
Židobileum (v anglickém originále Jewbilee) je devátý díl třetí řady amerického komediálního animovaného televizního seriálu Městečko South Park. 

## Děj
Broflovští jedou s Kennym do Židobilea, kam se každoročně sjíždí židé oslavit Mojžíše. Starší Garth z Antisemitské synagogy však tuto akci chce narušit. Když se objeví tvář Mojžíše, zajme ho do ulity slepé víry. Kenny, kterého Mojžíš vykázal ze Židobilea, kvůli tomu že není žid, se vrátí a ulitu nárazem své hlavy rozbije. Kenny zemře, ale Mojžíš je vysvobozen a poráží Hamana, kterého Garth přivolal. Mojžíš po boji nakáže si každým rokem připomenout Kennyho.